# Leif Liljedahl
Leif Ingvar Liljedahl, född 17 februari 1941 i Stockholm, död där 18 mars 2003, var en svensk sångare, skådespelare och regissör.

## Biografi
Liljedahl började studera vid Manja Benkows teaterstudio i Stockholm 1956. Efter ett mellanspel som rocksångare 1958–1959 återgick han till teaterbanan och var verksam vid Riksteatern 1961–1969. Han deltog bland annat i bildandet av Riksteaterns första fasta grupp, Engströmgruppen, samt skrev och regisserade skolprogram. År 1969 rekryterades han tillsammans med två andra rikssvenska skådespelare, Gunilla Abrahamsson och Lars Lindström, till den svenskspråkiga Wasa Teater i Finland, där han var verksam till mitten av 1970-talet, varefter han återvände till Sverige och fortsatte sin teaterverksamhet där. 
Liljedahl var även verksam som musiker och spelade 1965 in egen EP, Serenad på ett vedbotak, utgiven på skivbolaget Cupol. Han medverkade 1968 tillsammans med Olle Adolphson, Sven-Erik Fahlander och Arne Strömgren på musikalbumet 4 trubadurer (Cupol). Under tiden i Vasa inledde han som visartist ett samarbete med Lars Lindström, och av initialerna i deras namn bildades det gemensamma namnet ELLEN (eller LLLL:en). År 1971 spelade de in musikalbumet Blå-vit-gula låtar till gitarr, utgivet på det finländska skivbolaget Love Records (LRLP 38). Den av Liljedahl framförda låten Sommarmorgon placerade sig i september 1972 på nionde plats på Svensktoppen.

## Teater

### Roller
| År   | Roll | Produktion                                                                      | Regi            | Teater          |
| ---- | ---- | ------------------------------------------------------------------------------- | --------------- | --------------- |
| 1959 |      | Rika morbror August Blanche                                                     | Lars Hofgård    | Munkbroteatern  |
| 1967 |      | Den bruna revolutionen Leif Liljedahl                                           |                 | Riksteatern     |
| 1978 | Joe  | Mahagonny (Aufstieg und Fall der Stadt Mahagonny) Bertolt Brecht och Kurt Weill | Torsten Sjöholm | Örebroensemblen |

### Verk
- Den bruna revolutionen (Svenska Riksteatern, 1967)
- Allvarligt talat... : tio estradvisor (Författarnas andelslag, 1973)
- Här nere på jorden (Svenska Riksteatern, 1976)
- Bita en ängel i benet (Västerbottensteatern, 1980)
- Kabarevyn ½ 80 (tillsammans med bland andra Bengt Ahlfors och Bodil Malmsten, Blekingeteatern, 1984)
- Rasslan och Rosslan, eller Familjen Lakanssons fataliteter (Blekingeteatern, 1985)
- Rasslan och häst-tjuven (ABC-teatern, 1993)
- Vår oändligen älskade (ABC-teatern, 1995)
- London-ligan: ett ekonomiskt dilemma i tre scener (Brevskolan, 1997)
- Arvfiender: kriminalkomedi i fem scener (Brevskolan, 1997)